# Rodney McLeod
Rodney McLeod Jr. (Clinton, 23 giugno 1990) è un giocatore di football americano statunitense che milita nel ruolo di safety per i Cleveland Browns della National Football League (NFL).

## Carriera universitaria
Dopo aver frequentato la DeMatha Catholic High School di Hyattsville, Maryland, a partire dal 2008 frequenta l'università della Virginia, militando quindi nei Cavaliers. Chiuse la carriera universitaria con 190 tackle in 43 partite.

## Carriera professionistica

### St. Louis Rams
Il 30 aprile 2012 viene ingaggiato come undrafted free agent dai St. Louis Rams, con cui sigla un accordo triennale. Dopo una convincente pre-season, McLeod inizia la stagione 2012 come free safety di riserva del titolare Quintin Mikell. Debutta tra i professionisti il 9 settembre dello stesso anno, nel match d'apertura dell'annata perso contro i Detroit Lions (27-23), nella quale occasione realizza anche due tackle solitari.
Grazie alle partenze di Mikell e del compagno di reparto Craig Dahl, nel 2013 McLeod diventa free safety titolare dei Rams, battendo la concorrenza di Darian Stewart, Matt Giordano e Matt Daniels. Debutta da titolare l'8 settembre 2013, nel match di week 1 vinto contro gli Arizona Cardinals (27-24). Il 3 novembre seguente realizza il suo primo intercetto, in occasione della sconfitta contro i Tennessee Titans (21-28). È riconfermato dal neo-coordinatore difensivo Gregg Williams come free safety anche per il 2014. Nel marzo 2015 sigla un nuovo accordo contrattuale con i Rams, valevole per la stagione 2015. Il 25 ottobre 2015 realizza il suo primo touchdown tra i professionisti, contribuendo al successo sui Cleveland Browns (24-6).

#### Philadelphia Eagles
Rimasto free agent, il 9 marzo 2016 sigla un accordo quinquennale con i Philadelphia Eagles: tale contratto, di un valore pari a circa 37 milioni di dollari complessivi, lo rende la quarta safety più pagata della NFL 2016; in aggiunta a ciò, forma con Malcolm Jenkins la coppia di safety titolare più pagata nella NFL 2016. Ingaggiato come safety titolare, debutta con gli Eagles l'11 ottobre 2016, contribuendo al successo sui Cleveland Browns (29-10) con un intercetto e un passaggio deviato. Nella partita della settimana 7 vinta contro i Minnesota Vikings (10-21) realizza il suo primo sack in carriera, ai danni del quarterback Sam Bradford.
Nel corso della stagione 2017, è costretto a saltare il match di week 3 contro i New York Giants a causa di un infortunio ai muscoli ischiocrurali, interrompendo così una striscia di 66 partite disputate consecutivamente. In virtù della vittoria divisionale al termine della stagione regolare, gli Eagles possono accedere alla fase dei playoff: McLeod fa la sua prima apparizione nei suddetti il 13 gennaio 2018, in occasione della sfida vinta contro gli Atlanta Falcons (15-10), durante la quale gara realizza un sack sul quarterback avversario Matt Ryan. Scende in campo anche contro i New England Patriots nel Super Bowl LII, vinta dagli Eagles per 41-33: McLeod conquista il suo primo titolo mettendo a segno 6 placcaggi e un passaggio deviato.
Giunto alla terza stagione con gli Eagles, il 29 settembre 2018 conclude anzitempo l'annata a causa di un infortunio al legamento collaterale mediale rimediato contro gli Indianapolis Colts. È riconfermato titolare per il 2019, e il 17 marzo 2020 sottoscrive un rinnovo biennale di contratto. In occasione del match di week 8 contro i Dallas Cowboys (23-9) si distingue per la realizzazione del suo secondo touchdown in carriera (che contribuisce al successo degli Eagles) nonché per un recupero su fumble di 53 yard. Il 14 dicembre 2020 rimedia una rottura del legamento crociato anteriore che gli fa concludere anzitempo la stagione. Viene riconfermato per il 2021.

#### Indianapolis Colts
Rimasto free agent al termine della stagione 2021, il 14 aprile 2022 viene ingaggiato dagli Indianapolis Colts.

### Cleveland Browns
Il 5 maggio 2023 McLeod firma con i Cleveland Browns.

## Palmarès
- Super Bowl : 1

Philadelphia Eagles: Super Bowl LII
- National Football Conference Championship: 1

Philadelphia Eagles: 1